# Абалон (игра)
«Абалон» (фр. Abalone) — настольная абстрактная стратегическая игра для двух игроков, придуманная французскими дизайнерами игр Мишелем Лале (Michel Lalet) и Лораном Леви (Laurent Lévi) в 1987 году под названием «Сумито». В игре используются шарики разных цветов (по 14 шаров каждого цвета) и шестиугольное игровое поле, содержащее 61 пункт. Целью игры является выталкивание шести шаров соперника за пределы поля. Существуют варианты правил для трёх-шести игроков.

## История
Игра «сумито» была разработана в 1987 году игровыми дизайнерами из Франции, Мишелем Лале (Michel Lalet) и Лораном Леви (Laurent Lévi). Позже игра была переименована в «абалон» («Abalone»), от английских «ab-» (приставка, обозначающая отрицание) и «alone» (один). В 1988 году она победила в конкурсе на лучший дизайн настольной игры «Concours international de créateurs de jeux de société», проводимом французской Centre National du Jeu. Тогда же игра была выпущена издательством Abalone Games. В 1989 году она получила премию «As d’Or» («Золотой туз») на фестивале настольных игр в Каннах. Игру начали выпускать за пределами Франции, уже к 1990 году было продано более 4,5 миллионов игровых комплектов. В 1990 году она попала в число пяти игр, получивших «Mensa Select» — премию американского отделения Mensa International. В 1998 году она получила «Золотого туза» в Каннах как «игра десятилетия».
С 1997 года в рамках Mind Sports Olympiad проводится кубок мира по абалону.

## Инвентарь
Игровое поле состоит из 61 лунки, расположенных в виде правильного шестиугольника со стороной 5 лунок. Играют шариками чёрного и белого цветов, соответствующими по размеру лункам игрового поля. Шары устанавливаются в лунки и передвигаются по линиям игрового поля. Линия — это ряд попарно соседних лунок, расположенных на одной прямой, то есть через каждую лунку проходит три линии — одна горизонтальная и две диагональных.
В принципе, ничто не мешает играть на соответствующим образом разграфлённой плоской доске обычными плоскими фишками двух цветов, но «классический» игровой комплект содержит полированные стеклянные шары и рельефную пластиковую доску с лунками и направляющими, ограничивающими движение шаров линиями доски. На такой доске линейка шаров может быть передвинута одним движением пальца (аккуратно сдвигается последний шар в пятёрке, который сдвигает остальные за счёт направляющих доски по одной линии), а шары перемещаются с характерным стуком, что является немаловажной частью атмосферы данной игры.

## Правила игры для двух игроков

### Подготовка к игре
Каждый игрок имеет по 14 шариков своего цвета. Перед началом игры они располагаются на доске в симметричной начальной позиции (см. иллюстрацию).

### Ход игры
Игроки поочерёдно ходят; начинает игрок, имеющий чёрные (тёмные) шарики. За один ход игрок имеет право передвинуть на одну лунку в любом направлении один принадлежащий ему шар, либо группу из двух или трёх принадлежащих ему шаров, стоящих подряд на одной линии игрового поля.
Существует два типа ходов:
- перемещение
- сумито (выталкивание шара соперника)

#### Перемещение
- 1 шар может быть перемещён на любую пустую соседнюю лунку; перемещать шар на лунку, занятую своим или чужим шаром, запрещено.
- Группа из двух или трёх шаров перемещается на расстояние одной лунки как единое целое, все шары в группе движутся в одном направлении.

- Фронтальное перемещение: все шары перемещаются параллельно, в направлении, не совпадающем с линией, на которой стоит группа, не меняя положения относительно друг друга. При этом каждый шар группы переходит на соседнюю с ним свободную лунку (см. иллюстрацию ниже, первый ход). Для фронтального перемещения необходимо, чтобы все лунки, на которые перемещаются шары группы, были пусты.
- Линейное перемещение: группа перемещается вдоль линии, на которой она стоит, при этом первый шар занимает ранее пустую лунку, а остальные сдвигаются за ним (см. иллюстрацию ниже, второй ход). Для линейного перемещения необходимо, чтобы лунка, соседняя с шаром, в сторону которого происходит перемещение была свободна. Исключением является сумито (ход с выталкиванием) — см. ниже.

|  |  |

Линейка из стоящих рядом четырёх и более шаров не может быть перемещена одним ходом, но любая её часть из двух или трёх шаров может быть перемещена как отдельная группа в любом разрешённом правилами направлении.

#### Сумито (выталкивание)
Группа игрока при перемещении может вытолкнуть стоящий вплотную к ней по направлению движения шар или группу противника. При выталкивании шар или группа противника сдвигается в направлении хода игрока на расстояние одной лунки. Такой ход называется «сумито».
Сумито возможно при соблюдении трёх условий.
1. Сумито выполняется только при линейном перемещении группы. При фронтальном перемещении сумито невозможно.
2. Группа игрока, которой он ходит, должна быть больше выталкиваемой группы противника. Таким образом, возможно сумито 2x1, 3x1, 3x2.
3. За выталкиваемой группой по направлению хода должна быть пустая лунка либо край игрового поля.

В результате сумито группа противника сдвигается в направлении хода игрока на одну лунку.
|  |  |

Если перед сумито за группой противника по линии хода находился край игрового поля, в результате сумито один шар из выталкиваемой группы выходит за пределы игрового поля. Такой шар удаляется с доски. Вытолкнутые с поля шары более на него в течение партии не возвращаются.
|  |  |

На практике, как правило, в игровой доске за краями игрового поля делаются дополнительные полосы с прорезями или желоба, в которых помещаются вытолкнутые с поля шары.

### Завершение партии
Партия заканчивается, как только с игрового поля будет вытолкнуто 6 шаров одного из соперников. Его противник становится победителем игры. Таким образом, в игре по оригинальным правилам не может быть ничейного результата.

### Варианты правил
В абалоне возможна игра с форой (фора может даваться путём уменьшения количества шаров на доске у сильнейшего игрока, либо уменьшением требуемого для победы числа выталкиваний для слабейшего).
В неофициальных партиях правила игры могут модифицироваться игроками по взаимному соглашению. Игроки могут договориться изменить начальное количество шаров на доске или начальную расстановку, поменять некоторые правила игры, сняв ограничения или добавив новые, изменить условия завершения партии и/или определения выигравшей стороны. Так, известны следующие модификации правил:
- Командная игра 2×2 шарами двух цветов за одной доской.
  - Игроки одной команды ходят по очереди одним цветом. Игрокам запрещается переговариваться друг с другом.
  - Игроки одной команды играют разными цветами, очерёдность хода устанавливается так, чтобы игрок отвечал своим ходом на предыдущий ход другим цветом игрока другой команды. Игрокам запрещается переговариваться друг с другом.
- Игра одним цветом. Все шары имеют один цвет, принадлежность вытолкнутого шара определяется тем, кто его вытолкнул.
- Нестандартная стартовая позиция.
- Случайная стартовая позиция.
- Частично случайная стартовая позиция. Например, 11 шаров каждого игрока выставляются в стандартную позицию, а оставшиеся три шара случайно выставляются на центр путём одновременного броска их на доску с некоторой высоты. Если при броске шар вылетает за пределы доски, он считается вытолкнутым.
- Доска с препятствиями: некоторые пункты доски, например, центр, помечаются как недоступные, перемещать на них свои и чужие шары запрещается.
- Доска с отверстиями: некоторые пункты доски помечаются как «отверстия» — выталкивание шара противника на них равносильно выталкиванию за пределы доски, своими шарами входить на них запрещено.
- Нейтральный шар. Кроме шаров двух игроков, на доску выставляется «нейтральный» шар, который может быть перемещён только путём выталкивания (просто сходить им нельзя). Игроки должны договориться, можно ли выталкивать нейтральный шар за доску. Если игрок выталкивает нейтральный шар за доску, этот шар добавляется к вытолкнутым шарам противника. Возможно также условие, по которому вытолкнувший нейтральный шар за доску игрок немедленно побеждает.
- Ограничение на общее число ходов. Устанавливается предельная длительность партии в ходах (обычно порядка 20-30 ходов). Если за время этих ходов ни один из игроков не добился победы, партия останавливается и победителем объявляется игрок, вытолкнувший за доску больше шаров противника. При равенстве фиксируется ничья.
- Разрешение нестандартных ходов для группы из трёх шаров:
  - «Щит» (равносторонний треугольник) может перемещаться одним ходом в сторону любой стороны треугольника, без сумито.
  - «Копьё» и «дуга» (линейка или угол из трёх шаров) могут вращаться одним ходом вокруг центрального шара в группе, без сумито.

## Нотация

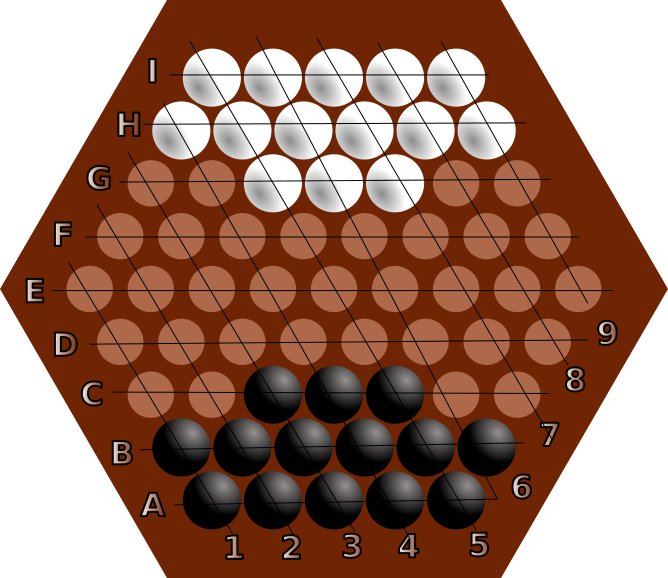
Координаты на доске для абалона, вариант.

Оригинальное поле для абалона не имеет никаких обозначений для полей. Тем не менее, при необходимости может применяться нотация, похожая на шахматную:
- горизонтальные линии игрового поля обозначаются снизу вверх (от позиции чёрных) латинскими буквами от A до I;
- диагонали, идущие снизу-справа вверх-влево, нумеруются цифрами от 1 до 9 слева направо;
- лунка игрового поля обозначается буквой и цифрой горизонтальной и диагональной линий, на пересечении которых она находится; так, нижний левый угол имеет обозначение A1, правый угол — E9, верхний правый — I9, центр доски — E5.

Нотация ходов имеет несколько вариантов, один из них следующий:
- линейный ход обозначается координатами двух лунок, начальной и конечной, между которыми перемещается последний (или единственный) шар в группе;
- фронтальный ход группы обозначается координатами трёх лунок: начальных лунок крайних шаров группы и конечной лункой одного из них; очевидно, такая нотация избыточна, так как в ней любой фронтальный код может быть записан двумя способами.

## Терминология

### Формы
- Группа — несколько шаров одного цвета, каждый из которых соединён (то есть находится на соседнем поле) хотя бы с одним из остальных.
- Мономиал — группа из одного шара, то есть одинокий шар, не имеющий соединения ни с одним шаром своего цвета.
- Биномиал — группа из двух шаров.
- Триномиал — группа из трёх шаров.
- Копьё — триномиал, в котором шары расположены на одной линии. Оно неуязвимо для атаки вдоль линии, на которой оно находится, даже если ему противостоит большее число шаров противника. Чтобы разорвать такое соединение, игроку потребуется организовать атаку с других направлений.
- Дуга — триномиал, в котором шары образуют тупой угол.
- Щит — триномиал, в котором шары образуют равносторонний треугольник.
- Блок — группа из девяти шаров, построенная ромбом («клином») 3x3.
- Полиномиал — группа из произвольного числа шаров (обычно больше трёх).

### Позиции
- Дет — изолированный шар (мономиал) в центре группы шаров соперника. Наличие такого шара даёт преимущество тому, кому он принадлежит.
- Пак — противостояние двух соприкасающихся линейных групп одного размера: копьё против копья, биномиал против биномиала.
- Сумито — противостояние двух соприкасающихся линейных групп разного размера: копьё против биномиала или мономиала, биномиал против мономиала. Если за меньшей группой свободное поле или край доски, то возможен ход сумито (выталкивание меньшей группы).

### Ходы
- Боковое перемещение — перемещение копья или биномиала на соседнюю линию, параллельную исходной. Один из двух вариантов хода в абалоне.
- Линейное перемещение — перемещение линейной группы вдоль линии, на которой она стоит.
- Сумито — ход с выталкиванием; обязательным условием этого хода является позиция сумито с преимуществом в численности группы у делающего ход игрока.

## Стратегия и тактика
При активной игре обоих игроков позиция на доске может быстро и радикально меняться. От игрока требуется вдумчивый анализ позиции и точный расчёт последствий хода. Теория игры в настоящее время разработана слабо, а общие рекомендации, которые можно встретить на сайтах любителей, в целом сводятся к следующим принципам:
1. Стремиться к созданию устойчивой центральной группировки и выталкиванию шаров противника на край доски.
2. Формировать из своих шаров плотные группы, которые являются более устойчивыми в обороне и эффективными в нападении.
3. Не поддаваться соблазну вытолкнуть шары противника с доски, если такой ход ведёт к ухудшению геометрии собственной позиции.

## Проблема затягивания партий
В случае активной игры обоих соперников партия, как правило, протекает в острой борьбе и заканчивается достаточно быстро. Но существует и стратегия пассивной игры, заключающаяся в создании монолитного «клина» из своих шаров, устойчивого к нападению, и последующем избегании активных действий. При этом попытки второго игрока активными агрессивными действиями разрушить построение обороняющегося могут быть малоэффективными, к тому же активной игре всегда сопутствует больший риск допустить ошибку. Если оба игрока выберут оборонительный стиль игры, то начинается маневрирование, которое может продолжаться неопределённо долго. Сам механизм игры не содержит средств, которые бы ограничивали возможность затягивания партий практически до бесконечности. Попытки запретить «пассивную игру» малоуспешны, так как требуют наличия квалифицированного судьи, что не всегда возможно, к тому же само понятие «пассивной игры» достаточно субъективно.
Одним из способов противодействия затягиванию партии является использование нестандартных вариантов начальной расстановки шаров. Таких расстановок существует не менее нескольких десятков. Некоторые из них показаны на иллюстрациях ниже.

«Немецкая ромашка»
«Бельгийская ромашка»
«Бутоньерка»
«Альянс»

В таких построениях шары противников изначально разбиты на небольшие группы, что затрудняет создание мощного центрального блока. Эксперименты в данном направлении всё ещё продолжаются. Главная проблема выбора начальной расстановки состоит в том, чтобы затруднить игру «от обороны» и при этом не создать слишком большого преимущества игроку, делающему первый ход. Предлагалось множество расстановок, причём как симметричных, так и несимметричных. В некоторых из них изменено количество шаров у одного из противников; предполагается, что перевес в численности одной стороны компенсирует позиционное преимущество другой. На официальных соревнованиях по абалону в последние годы применяется симметричная расстановка «Бельгийская ромашка».
Предлагались также модификации правил, например, правило «15 ходов без выталкивания»: если в течение 15 ходов не был вытолкнут за доску ни один шар, игра останавливается и выигрыш присуждается игроку, который занял своими шарами большую часть центральной линии доски.

## Контроль времени
Официальные соревнования всегда проводятся с контролем времени, чтобы повысить зрелищность игры и исключить затягивание партии путём ухода в глухую оборону. Лимит времени обычно не превышает 10-15 минут на партию каждому игроку. Игрок, первым истративший всё своё время, признаётся проигравшим независимо от позиции.
Может использоваться контроль времени с добавлением: при каждом выталкивании шара противника за борт игрок получает дополнительно некоторое небольшое время (порядка 10-15 % от базового лимита).
В Интернете также популярен контроль времени с ограничением на ход; он вынуждает играть в быстром темпе, не давая времени на длительные раздумья.

## Соревнования
Начиная с 1997 года в рамках Олимпиады по интеллектуальным видам спорта (англ. Mind Sports Olympiad) организуемой английской MSO (англ. Mind Sports Organisation), проводится Кубок мира по абалону. За время проведения соревнований победителями десять раз становились игроки из Франции, по четыре раза — из Англии и Чехии, дважды — из Австрии и однажды — из Германии. Чемпионом 2015—2019 годов является Винсент Фрошо (Vincent Frochot) из Франции.
Во Франции, где игра особенно популярна, существует федерация абалона Fédération Française des Joueurs d’Abalone, занимающаяся популяризацией игры и подготовкой игроков к соревнованиям. Имеется также три клуба, объединяющих любителей игры и проводящих свои соревнования. По их правилам турниры проводятся по швейцарской системе, причём количество очков, начисляемое победителю за партию, зависит от количества шаров, вытолкнутых игроками за пределы доски.

## Абалон для трёх и более игроков
Классические правила абалона рассчитаны на двух игроков. Помимо них, существуют правила игры для трёх, четырёх, пяти и шести игроков. Соответствующие игровые комплекты на рынке именуются «Abalone Quattro» (комплект на четырёх игроков) и «Abalone Extra» (на пять-шесть игроков). В них имеются шары, соответственно, четырёх и шести различных цветов.

### Начальная расстановка
Начальная расстановка для нескольких игроков может быть различной, здесь нет единых устоявшихся правил.
- 3 игрока — по 11 шаров каждого цвета расставляются по трём сторонам игрового поля, занимая по две крайние линии. Другой вариант — по 12 шаров, по трём сторонам, построение в форме трапеции, занимая пять, четыре и три лунки на первой, второй и третьей от игрока горизонтали.
- 4 игрока — по 11 шаров каждого цвета расставляются по нижней, нижней левой, верхней, верхней правой сторонам. Построение игрока имеет форму трапеции высотой в три линии и основаниями 4 и 2 лунки.
- 5 игроков — четыре игрока располагаются по сторонам, имея по 8 шаров, расположенных в две линии, пятый игрок получает 7 шаров, расположенных в виде шестиугольника в центре доски. Считается, что меньшее количество шаров у центрального игрока компенсируется центральным положением на доске.
- 6 игроков — по 6 шаров, расположенных треугольниками по сторонам.

### Механизм игры
- Во всех вариантах игры любое общение игроков во время партии запрещено.
- Игра на троих и на пятерых игроков ведётся «каждый за себя».
- Игра на четверых и шестерых ведётся «пара на пару» (соответственно, играют две или три команды по два игрока), пары игроков располагаются за доской напротив друг друга.
- Начинают чёрные, далее игроки ходят по очереди (по кругу).
- Правила «тихих» ходов точно соответствуют исходному варианту для двух игроков: можно перемещать свой шар или линейную группу из 2 или 3 своих шаров на расстояние одной лунки в любом направлении, если ни одна из целевых лунок не занята другими своими или чужими шарами.
- Правило сумито отличается для игры «каждый за себя» и «пара на пару»:

- при игре «каждый за себя» группа из 2 или 3 своих шаров может вытолкнуть, соответственно, один или два шара противников, независимо от их принадлежности (то есть можно вытолкнуть одиночный шар любого из противников, два шара любого одного из противников, либо два шара, принадлежащих двум разным противникам);
- при игре «пара на пару» выталкивающая группа может состоять из шаров не только игрока, делающего ход, но и игрока, играющего с ним в паре; при этом обязательно, чтобы в группе шар игрока, делающего ход, стоял последним, то есть самым дальним от шара/шаров противника, которые выталкиваются.

- Выигрывает игрок или команда, первыми вытолкнувшие (суммарно) за пределы доски 6 шаров противников. На этом партия заканчивается.